# Лінувек (Підляське воєводство)
Лінувек (пол. Linówek) — село в Польщі, у гміні Краснополь Сейненського повіту Підляського воєводства.
Населення — 97 осіб (2011).
У 19751998 роках село належало до Сувальського воєводства.

## Демографія
Демографічна структура станом на 31 березня 2011 року:
|          | Загалом | Допрацездатний вік | Працездатний вік | Постпрацездатний вік |
| -------- | ------- | ------------------ | ---------------- | -------------------- |
| Чоловіки | 43      | 9                  | 27               | 7                    |
| Жінки    | 54      | 17                 | 26               | 11                   |
| Разом    | 97      | 26                 | 53               | 18                   |